# Apolo Airport
Apolo Airport är en flygplats i Bolivia. Den ligger i den nordvästra delen av landet, 600 kilometer nordväst om huvudstaden Sucre. Apolo Airport ligger 1 415 meter över havet.
Terrängen runt Apolo Airport är huvudsakligen lite kuperad. Apolo Airport ligger nere i en dal. Trakten runt Apolo Airport är nära nog obefolkad, med mindre än två invånare per kvadratkilometer..
I omgivningarna runt Apolo Airport växer huvudsakligen savannskog.